# De smaak van water
De smaak van water is een Nederlandse film uit 1982 van Orlow Seunke. De film is gebaseerd op het boek De bezoeker van György Konrád.

## Synopsis
Hes (Gerard Thoolen) is een cynische sociaal werker van een hulpverlenende instantie in een verkommerde samenleving. Zijn leven verandert als hij geconfronteerd wordt met een meisje, dat jarenlang door haar debiele ouders is opgesloten in een kast.

## Achtergrond
De smaak van water was de openingsfilm van het Nederlands Film Festival op 23 september 1982. Er ontstond enige beroering toen bleek dat Orlow Seunke zijn intrige ontleend had aan de roman A látogató (De Bezoeker) van de Hongaarse schrijver György Konrád, maar dit niet in de aftiteling had opgenomen. Dit verzuim werd na enig gedoe goedgemaakt. De film werd onder andere bekroond met een Gouden Leeuw voor het beste debuut op het Filmfestival van Venetië.

## Nominaties en prijzen
- 1982 - Prijs van de Nederlandse Filmkritiek op het Nederlands Film Festival voor De smaak van water
- 1982 - International Critics' Award (FIPRESCI) op het Toronto International Film Festival voor De smaak van water
- 1982 - UNICEF AWARD voor het beste debuut op het Filmfestival Venetië voor De smaak van water

## Rolverdeling
| Acteur             | Personage            |
| ------------------ | -------------------- |
| Gerard Thoolen     | Hes                  |
| Dorijn Curvers     | Anna                 |
| Joop Admiraal      | Schram               |
| Hans van Tongeren  | stagiair             |
| Olga Zuiderhoek    | vrouw Hes            |
| Moniek Toebosch    | prostituee           |
| Standa Bares       | buurman              |
| René Groothof      | man in café          |
| Ab Abspoel         | portier              |
| Jean Pierre Plooij | nieuwe collega       |
| Bram van der Vlugt | directeur inrichting |
| Peer Mascini       | begeleider           |
| Roelant Radier     | dokter               |
| Elsje Scherjon     | verpleegster         |
| Omar el Jout       | Italiaanse man       |
| Hans Veerman       | meneer Mul           |
| Frans Vasen        | klant                |
| Jaap Hoogstra      | dove man             |
| Opa                | portier              |
| Johan Vigeveno     |                      |
| Robert Ouwerkerk   |                      |
| Jorden van Lawick  |                      |